# John Manners, VII duca di Rutland
John Manners, VII duca di Rutland (Belvoir Castle, 13 dicembre 1818 – Belvoir Castle, 4 agosto 1906), è stato uno scrittore inglese.

## Biografia
Nacque a Belvoir Castle, figlio più giovane di John Manners, V duca di Rutland, e di sua moglie Lady Elizabeth Howard, figlia di Frederick Howard, V conte di Carlisle. Studiò a Eton College, poi entrò al Trinity College di Cambridge nel 1836. A Cambridge fu membro dell'University Pitt Club.
Ha scritto due libri di poesia: "England's Trust and Other Poems", pubblicato nel 1841, e "English Ballads and Other Poems", pubblicato nel 1850.

## Carriera
Nel 1841 Rutland rappresentò Newark nell'interesse dei Tory, insieme a William Ewart Gladstone, e sedette per quel distretto fino al 1847. Successivamente, si sedette per Colchester (1850–1857), per North Leicestershire (1857–85) e per Melton (1885-1888). Nel 1888, prese posto alla Camera dei lord dopo essere succeduto al ducato.

### Young England
Nel 1840 Manners era una figura di primo piano del movimento Young England, guidato da Benjamin Disraeli. Questo movimento ha cercato di ridurre il predominio della borghesia e di ricreare il prestigio politico dell'aristocrazia dimostrando la sua capacità di migliorare la condizione sociale, intellettuale e materiale dei contadini e delle classi lavoratrici. Manners fece un lungo giro di ispezione nelle zone industriali dell'Inghilterra settentrionale, nel corso del quale lui e il suo amico George Smythe, tenne discorsi ben accolti. Nel 1843 appoggiò la mozione di Lord Grey per un'indagine sulla condizione dell'Inghilterra, essendo la grave disaffezione delle classi lavoratrici del nord un argomento su cui attirava costantemente l'attenzione del parlamento. Tra le altre misure che ha sollecitato c'erano lo scioglimento della Chiesa irlandese, la modifica degli Statuti di Mortmain e la ripresa delle regolari relazioni diplomatiche con il Vaticano. Nello stesso anno pubblicò in forma di opuscolo un forte appello per le feste nazionali.
Nel 1844 Lord John sostenne vigorosamente il Factories Act ("Ten-hours Bill"), che, sebbene fortemente contrastato dai rappresentanti di Manchester, fu infine approvato nel maggio 1847. Tuttavia, le divergenze di opinione iniziate nel 1845 alla fine portarono allo sciogliemento del movimento.
Durante le tre brevi amministrazioni di Lord Derby (1852, 1858–59 e 1866–68) sedette nel gabinetto come First Commissioner of Works. Nel 1852 fu ammesso al consiglio privato. Al ritorno dei conservatori al potere, nel 1874, divenne direttore generale delle poste. Fu di nuovo direttore generale delle poste nell'amministrazione di Lord Salisbury (1885–86), e fu capo del dipartimento quando furono introdotti i telegrammi da sei penny. Durante il governo conservatore (1886-1892) è stato Cancelliere del Ducato di Lancaster.
Era patrono della Saint Martin's League per i portalettere. Aveva un simpatico interesse per il movimento dei Giochi olimpici di William Penny Brookes, mostrato per la prima volta quando si unì a una festa con il suo primo cugino Lord Forester nel 1850.

## Matrimoni

### Primo Matrimonio
Sposò, il 10 giugno 1851 Catherine Louisa Georgina Marley (28 gennaio 1831-7 aprile 1854), figlia di George Marley. Ebbero un figlio:
- Henry John Brinsley Manners, VIII duca di Rutland (16 aprile 1852-8 maggio 1925)

### Secondo Matrimonio
Sposò, il 15 maggio 1862, Janetta Hughan (8 settembre 1836-11 luglio 1899), figlia di Thomas Hughan. Ebbero sei figli:
- Lord Edward William John Manners (5 agosto 1864-26 febbraio 1903);
- Lady Katherine Selina Janetta Manners (1866-1900)[6][7];
- Lord Cecil Reginald John Manners (4 febbraio 1868-8 settembre 1945);
- Lord Robert William Orlando Manners (4 febbraio 1870-11 settembre 1917)[8], sposò Mildred Mary Buckworth, ebbero una figlia;
- Lady Victoria Alexandrina Elizabeth Dorothy Manners (1876-1933)
- Lady Elizabeth Emily Manners (6 febbraio 1878-22 luglio 1924), sposò Lord George Scott[9], ebbero cinque figli.

## Morte
La duchessa di Rutland morì nel luglio del 1899. Rutland le sopravvisse di sette anni e morì il 4 agosto 1906, all'età di 87 anni, a Belvoir Castle.

## Ascendenza
|                                       |                                    |                                                 | Genitori                              |  |  | Nonni |  |  | Bisnonni                         |  |  | Trisnonni                         |  |
|                                       |                                    |                                                 |                                       |  |  |       |  |  | John Manners, marchese di Granby |  |  | John Manners, III duca di Rutland |  |
|                                       |                                    |                                                 |                                       |  |  |       |  |  | John Manners, marchese di Granby |  |  | John Manners, III duca di Rutland |  |
|                                       |                                    | Bridget Sutton                                  |                                       |  |  |       |  |  | John Manners, marchese di Granby |  |  |                                   |  |
| Charles Manners, IV duca di Rutland   |                                    |                                                 |                                       |  |  |       |  |  | John Manners, marchese di Granby |  |  |                                   |  |
|                                       |                                    | Frances Seymour                                 | Charles Seymour, VI duca di Somerset  |  |  |       |  |  |                                  |  |  |                                   |  |
|                                       |                                    | Frances Seymour                                 | Charles Seymour, VI duca di Somerset  |  |  |       |  |  |                                  |  |  |                                   |  |
|                                       |                                    | Frances Seymour                                 | Charlotte Finch                       |  |  |       |  |  |                                  |  |  |                                   |  |
| John Manners, V duca di Rutland       |                                    | Frances Seymour                                 |                                       |  |  |       |  |  |                                  |  |  |                                   |  |
|                                       |                                    | Charles Somerset, IV duca di Beaufort           | Henry Somerset, II duca di Beaufort   |  |  |       |  |  |                                  |  |  |                                   |  |
|                                       |                                    | Charles Somerset, IV duca di Beaufort           | Henry Somerset, II duca di Beaufort   |  |  |       |  |  |                                  |  |  |                                   |  |
|                                       |                                    | Charles Somerset, IV duca di Beaufort           | Rachel Noel                           |  |  |       |  |  |                                  |  |  |                                   |  |
| Mary Isabella Somerset                |                                    | Charles Somerset, IV duca di Beaufort           |                                       |  |  |       |  |  |                                  |  |  |                                   |  |
|                                       |                                    | Elizabeth Berkeley                              | John Berkeley                         |  |  |       |  |  |                                  |  |  |                                   |  |
|                                       |                                    | Elizabeth Berkeley                              | John Berkeley                         |  |  |       |  |  |                                  |  |  |                                   |  |
|                                       |                                    | Elizabeth Berkeley                              | Elizabeth Norborne                    |  |  |       |  |  |                                  |  |  |                                   |  |
| John Manners, VII duca di Rutland     |                                    | Elizabeth Berkeley                              |                                       |  |  |       |  |  |                                  |  |  |                                   |  |
|                                       | Henry Howard, IV conte di Carlisle | Charles Howard, III conte di Carlisle           |                                       |  |  |       |  |  |                                  |  |  |                                   |  |
|                                       | Henry Howard, IV conte di Carlisle | Charles Howard, III conte di Carlisle           |                                       |  |  |       |  |  |                                  |  |  |                                   |  |
|                                       | Henry Howard, IV conte di Carlisle | Anne de Vere Capell                             |                                       |  |  |       |  |  |                                  |  |  |                                   |  |
| Frederick Howard, V conte di Carlisle | Henry Howard, IV conte di Carlisle |                                                 |                                       |  |  |       |  |  |                                  |  |  |                                   |  |
|                                       |                                    | Isabella Byron                                  | William Byron, IV barone Byron        |  |  |       |  |  |                                  |  |  |                                   |  |
|                                       |                                    | Isabella Byron                                  | William Byron, IV barone Byron        |  |  |       |  |  |                                  |  |  |                                   |  |
|                                       |                                    | Isabella Byron                                  | Frances Berkeley                      |  |  |       |  |  |                                  |  |  |                                   |  |
| Elizabeth Howard                      |                                    | Isabella Byron                                  |                                       |  |  |       |  |  |                                  |  |  |                                   |  |
|                                       |                                    | Granville Leveson-Gower, I marchese di Stafford | John Leveson-Gower, I conte Gower     |  |  |       |  |  |                                  |  |  |                                   |  |
|                                       |                                    | Granville Leveson-Gower, I marchese di Stafford | John Leveson-Gower, I conte Gower     |  |  |       |  |  |                                  |  |  |                                   |  |
|                                       |                                    | Granville Leveson-Gower, I marchese di Stafford | Evelyn Pierrepont                     |  |  |       |  |  |                                  |  |  |                                   |  |
| Margaret Leveson-Gower                |                                    | Granville Leveson-Gower, I marchese di Stafford |                                       |  |  |       |  |  |                                  |  |  |                                   |  |
|                                       |                                    | Louisa Egerton                                  | Scroop Egerton, I duca di Bridgewater |  |  |       |  |  |                                  |  |  |                                   |  |
|                                       |                                    | Louisa Egerton                                  | Scroop Egerton, I duca di Bridgewater |  |  |       |  |  |                                  |  |  |                                   |  |
|                                       |                                    | Louisa Egerton                                  | Rachael Russell                       |  |  |       |  |  |                                  |  |  |                                   |  |
|                                       |                                    | Louisa Egerton                                  |                                       |  |  |       |  |  |                                  |  |  |                                   |  |